# Florimond Hankar
Florimond, baron Hankar, né à Jemappes le 25 septembre 1861 et mort à Bruxelles le 22 août 1937, est un militaire, financier et assureur belge.

## Biographie
Florimond Philippe Arthur Hankar, né à Jemappes le 25 septembre 1861, est le fils d'Henry Hankar, entrepreneur, et d'Albertine Demoustier. Sa famille est originaire de Vezin (pays de Namur) où elle est mentionnée dès 1672.  Il épouse Clara Frère, petite-fille de Walthère Frère-Orban.
Officier d'artillerie, Florimond Hankar s'est d'abord formé à l'École royale militaire. Il en sort ingénieur en 1883. Il est attaché aux services techniques de l'État indépendant du Congo puis dispense le cours d'artillerie à l'École royale militaire. 
Il ne fait qu'une brève carrière à l'armée dont il démissionne pour entrer à la Caisse générale d'épargne et de retraite dont son ami Omer Lepreux, ancien militaire également, assurait la direction et qui y avait été lui aussi engagé par Léon Mahillon, ancien professeur à l'École royale militaire. Il en devient premier directeur en 1896 et directeur général en 1905.

« Il joua également un rôle important dans l'extension des bâtiments du siège de la Caisse générale d'épargne et de retraite en faisant appel à Alban Chambon, il participa ainsi à la transformation du quartier Fossé aux Loups et fut un acteur important de la création architecturale à Bruxelles, toutefois, il n'était pas un proche cousin de l'architecte novateur Paul Hankar (1859-1901) qui ne peut donc l'avoir influencé ni peut être connu,. »

En 1919, il est appelé à faire partie du Conseil de la Banque nationale de Belgique dont il est nommé directeur-régent en 1926. Ses qualités de gestionnaire lui permettront de devenir également président de la Société des Tramways bruxellois et de sociétés importantes.
Une station de métro de Bruxelles porte le nom de son fils Robert Hankar, président du conseil d'administration de la firme EGIMO, et éponyme du square Baron Robert Hankar.
Le 25 août 1937, il reçoit des funérailles à l'église Saint-Jacques-sur-Coudenberg et est inhumé au Cimetière de Bruxelles à Evere.

## Hommages et distinctions
Le roi Albert Ier lui octroie le titre de baron en 1930 consacrant sa carrière au service de l'État.
Il a reçu les distinctions suivantes :
- Commandeur de l'ordre de Léopold ;
- Grand officier de l'ordre de la Couronne.